# Novaki Lipnički
 Novaki Lipnički  falu Horvátországban Károlyváros megyében. Közigazgatásilag Ribnikhez tartozik.

## Fekvése
Károlyvárostól 16 km-re északnyugatra, községközpontjától 3 km-re keletre fekszik.

## Története
1857-ben 285, 1910-ben 251 lakosa volt. Az 1890-es összeírás szerint még a község második legnagyobb települése volt. A település trianoni békeszerződésig Zágráb vármegye Károlyvárosi járásához tartozott. 1978-ig négyosztályos iskolája működött. Mára az infrastruktúra kiépülése ellenére kevesebb mint  húsz állandó lakosa maradt. 2011-ben 16 lakosa volt. A falu továbbélésére csak akkor lesz lehetőség, ha a régi lakosok leszármazottai és a nyugalmat, természetet kedvelők újra letelepednének itt.

## Lakosság
| Lakosság változása | Lakosság változása | Lakosság változása | Lakosság változása | Lakosság változása | Lakosság változása | Lakosság változása | Lakosság változása | Lakosság változása | Lakosság változása | Lakosság változása | Lakosság változása | Lakosság változása | Lakosság változása | Lakosság változása | Lakosság változása |
| ------------------ | ------------------ | ------------------ | ------------------ | ------------------ | ------------------ | ------------------ | ------------------ | ------------------ | ------------------ | ------------------ | ------------------ | ------------------ | ------------------ | ------------------ | ------------------ |
| 1857               | 1869               | 1880               | 1890               | 1900               | 1910               | 1921               | 1931               | 1948               | 1953               | 1961               | 1971               | 1981               | 1991               | 2001               | 2011               |
| 285                | 291                | 317                | 334                | 274                | 251                | 240                | 262                | 247                | 227                | 188                | 143                | 75                 | 59                 | 27                 | 16                 |